# Felix August Helfgott Genzmer

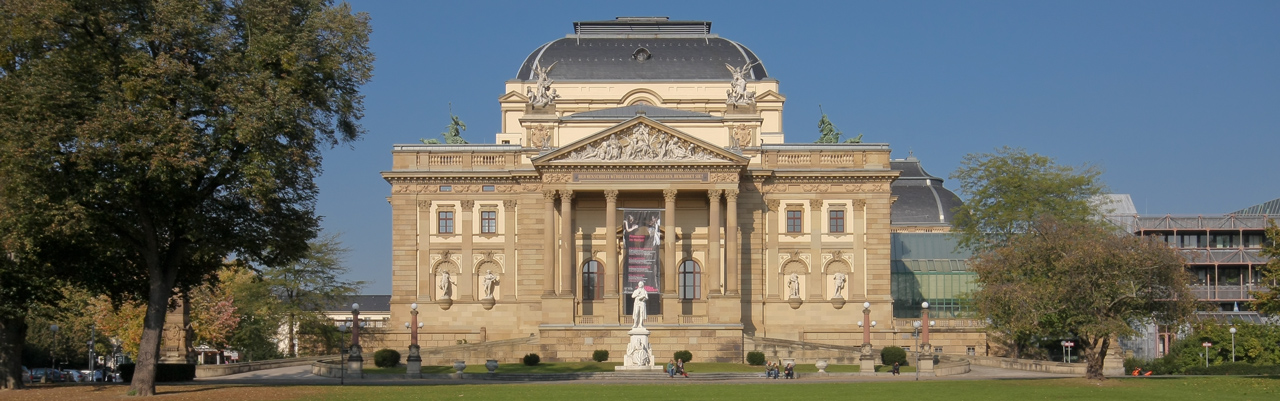
Teatr Miejski w Wiesbaden

Felix August Helfgott Genzmer (ur. 22 listopada 1856 w Łobzie, zm. 6 sierpnia 1929 w Berlinie-Dahlem) – niemiecki architekt i wykładowca. Był ważnym przedstawicielem późnego historyzmu i pracował głównie w Wiesbaden i Berlinie. 

## Życiorys
Był wykładowcą inżynierii lądowej i urbanistyki w Technischen Hochschule Charlottenburg (Uniwersytet Techniczny w Berlinie). Najważniejsze projekty to projekt wnętrza Teatru Królewskigo i Opery Królewskiej w Berlinie, oraz Teatru Miejskiego w Wiesbaden. Jego ojcem był łobeski adwokat i notariusz August Genzmer, matką Elise von der Osten z Witzmitz. Od roku 1884 był żonaty z Else Grothe.

## Kariera zawodowa
Edukacja i kariera zawodowa:
- 1880 - praktyk zawodowa w Reichseisenbahn w Alzacji-Lotaryngii i studia na uniwersytetach technicznych w Hanowerze i Stuttgarcie
- 1887-91 - asystent gminy w Kolonii
- do 1894 - architekt miejski w Hagen
- 1894-1903 - mistrz budowlany z Wiesbaden
- 1903 - profesor zwyczajny urbanistyki w TH Berlin
- 1903-20 - architekt Teatru Królewskiego i Państwowego w Berlinie
- 1904-05 - rekonstrukcja berlińskiego Schauspielhaus
- 1907 - wspólnie z prof. Josefem Brixem prowadzi seminaria na temat urbanistyki
- 1908-1910 - znaczący wkład w Neues Königliches Opernhaus w Berlinie
- projekt Königsgrätzer Straße, Königsplatz i berlińskiej dzielnicy ogrodowej Frohnau
- 1924 - Prezydent Towarzystwa Badawczego ds. Budowy Autostrad.